# Esotia Rosette Ndongala
Esotia Rosette Ndongala est une boxeuse congolaise (RDC) née le 26 février 1994 à Kinshasa.

## Carrière
Aux championnats d'Afrique féminins de Yaoundé en 2010, elle remporte la médaille d'or dans la catégorie des moins de 51 kg.
Elle est médaillée de bronze dans cette même catégorie aux championnats d'Afrique de Brazzaville en 2017.